# Gœulzin

Gœulzin este o comună în departamentul Nord, Franța. În 1 ianuarie 2022 avea o populație de 1.044 de locuitori.